# Amblyomma moreliae
Amblyomma moreliae är en fästingart som beskrevs av Koch 1867. Amblyomma moreliae ingår i släktet Amblyomma och familjen hårda fästingar. Inga underarter finns listade i Catalogue of Life.